# پیکو موزیو
پیکو موزیو (به لاتین: Picco Muzio) یک کوه در سوئیس است که در کانتون وله واقع شده‌است. پیکو موزیو ۴٬۱۸۷ متر بالاتر از سطح دریا واقع شده‌است.